# Courcelles (Doubs)
Courcelles è un comune francese di 77 abitanti situato nel dipartimento del Doubs nella regione della Borgogna-Franca Contea.

## Società

### Evoluzione demografica
Abitanti censiti